# Armadillidium sanctum
Armadillidium sanctum là một loài chân đều trong họ Armadillidiidae. Loài này được Dollfus miêu tả khoa học năm 1892.